# Riscle
Riscle is een gemeente in het Franse departement Gers in de regio Occitanie. De plaats maakt deel uit van het arrondissement Mirande. De gemeente telde 1.643 inwoners op 1 januari 2022.
De economie van Riscle is grotendeels gebaseerd op de landbouw (graanteelt en wijnbouw).
De kerk van Riscle is beschermd als historisch monument.

## Geschiedenis
Riscle ontstond in de loop van de negende en de tiende eeuw rond een feodaal kasteel en een kapel. Het dorp werd ommuurd en kreeg zes toegangspoorten. In de elfde eeuw kwam er een hospitaal in Riscle. De heren van Riscle kregen de titel van graaf. Het water van de Adour werd er afgeleid in twee kanalen die dienden om huiden te bewerken en wol te wassen. Later werden deze kanalen gebruikt om elektriciteit op te wekken. In 1930 werd een metalen brug over de Adour gebouwd. Deze brug werd in augustus 1944 door het Frans verzet opgeblazen en pas na acht jaar was de brug hersteld.
Op 1 januari 2019 werd Riscle uitgebreid met de per die datum opgeheven gemeente Cannet.

## Geografie
De oppervlakte van Riscle bedroeg op 1 januari 2022 36,55 vierkante kilometer; de bevolkingsdichtheid was toen 45 inwoners per km². De Adour stroomt door de gemeente.

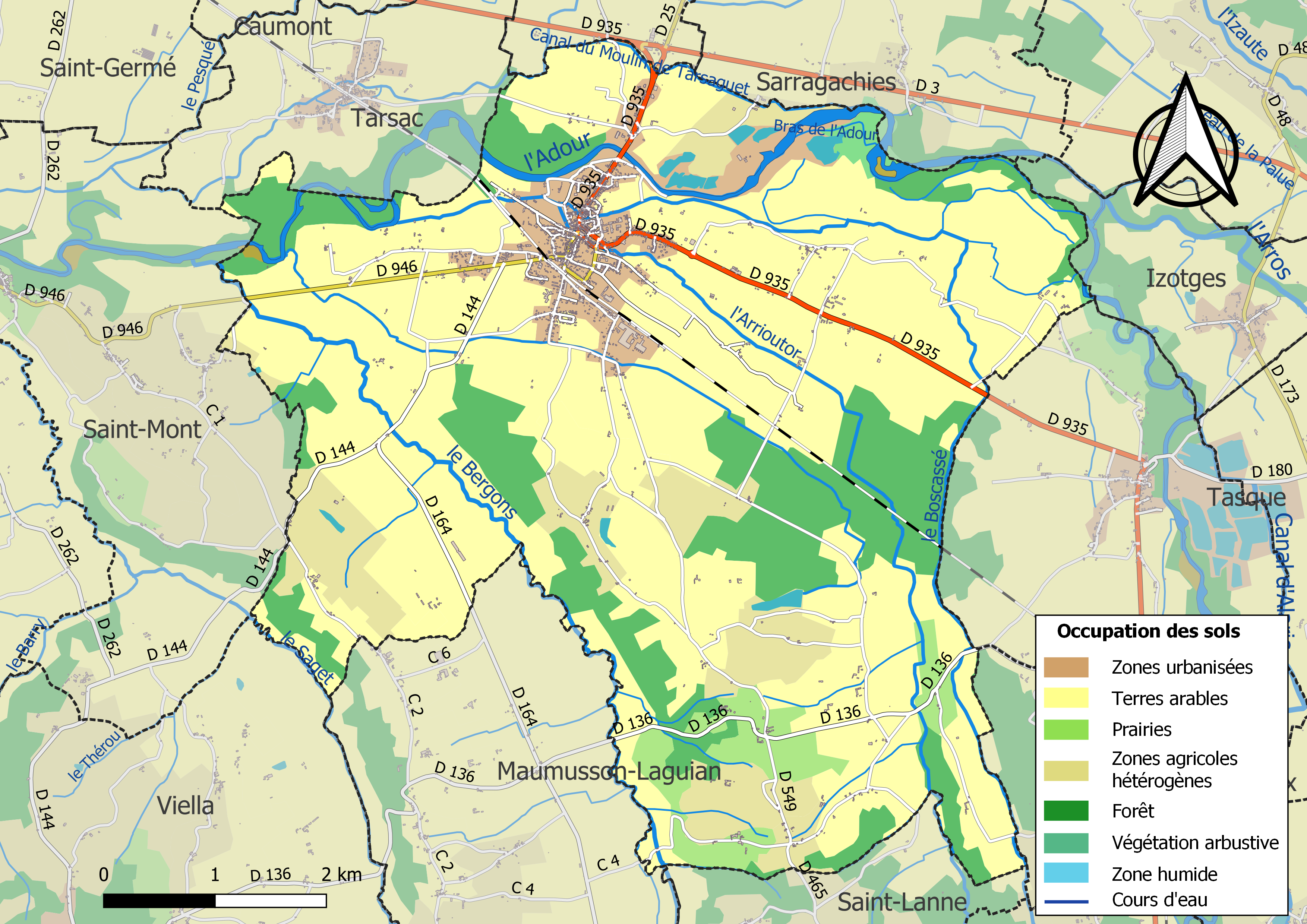
Kaart van de gemeente met belangrijkste infrastructuur, bodemgebruik en omliggende gemeenten

## Demografie
Onderstaande figuur toont het verloop van het inwonertal.